# Miller Island (Antarktika)
Miller Island ist eine Insel im Wilhelm-Archipel vor der Westküste des Grahamlands auf der Antarktischen Halbinsel. In der Gruppe der Wauwermans-Inseln liegt sie 1,5 km nordöstlich von Knight Island.
Erstmals verzeichnet, jedoch noch nicht benannt, ist sie auf einer argentinischen Landkarte aus dem Jahr 1950. Das UK Antarctic Place-Names Committee benannte sie 1958 nach einer Figur aus den Canterbury Tales des englischen Schriftstellers Geoffrey Chaucer aus dem 14. Jahrhundert.